# Pokój, miłość i nieporozumienia
Pokój, miłość i nieporozumienia (ang. Peace, Love & Misunderstanding) – amerykański komediodramat z 2011 roku w reżyserii Bruce’a Beresforda, wyprodukowany przez IFC Films. Zdjęcia kręcono w Woodstock w stanie Nowy Jork.
Światowa premiera filmu miała miejsce 13 września 2011 roku podczas 36. 36. MFF w Toronto.

## Opis fabuły
Nowy Jork. Prawniczka Diane (Catherine Keener) boleśnie przeżywa rozwód. Razem z dwojgiem nastoletnich dzieci jedzie do Woodstock, gdzie mieszka jej ekscentryczna matka, hipiska Grace (Jane Fonda). Kobiety próbują nawiązać nić porozumienia.

## Obsada
- Jeffrey Dean Morgan jako Jude
- Catherine Keener jako Diane
- Chace Crawford jako Cole
- Jane Fonda jako Grace
- Elizabeth Olsen jako Zoe
- Nat Wolff jako Jake
- Poorna Jagannathan jako Mira
- Joseph Dunn jako Richard

i inni.